# Štvrtok na Ostrove

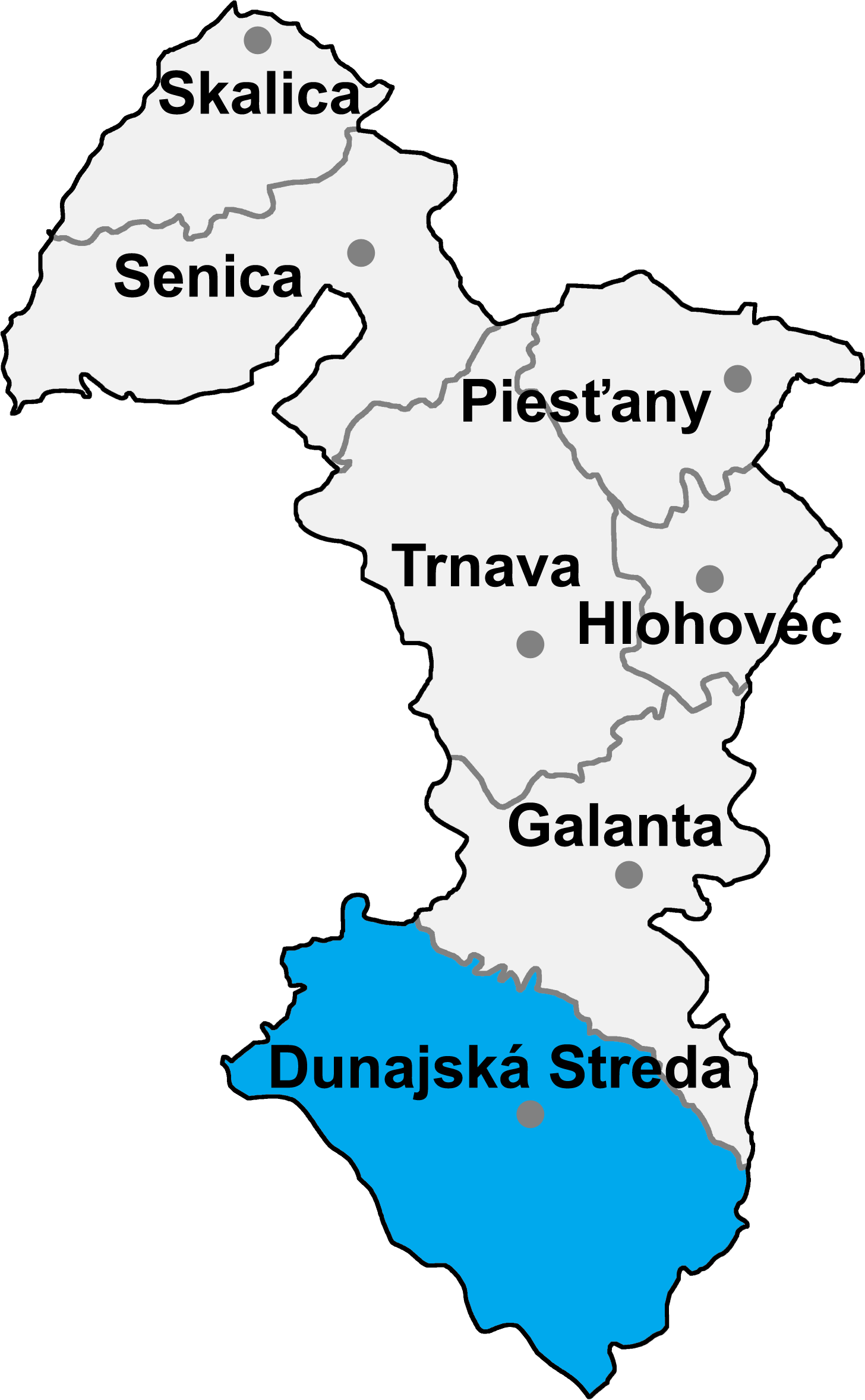
Localização de Dunajská Streda (distrito) na Trnava (região)

O município eslovaco de Štvrtok na Ostrove é um dos sessenta e quatro municípios que formam a Distrito de Dunajská Streda, situada em Região de Trnava, Eslováquia.

## Demografia
| Ano:        | 1994 | 2004   | 2014   | 2024   |
| ----------- | ---- | ------ | ------ | ------ |
| Broj ljudi: | 1624 | 1733   | 1756   | 1740   |
| Razlika:    |      | +6,71% | +1,32% | -0,91% |

| Ano:               | 2023 | 2024   |
| ------------------ | ---- | ------ |
| Número de pessoas: | 1720 | 1740   |
| Diferença:         |      | +1,16% |